# Plaza Constitución
Pour les articles homonymes, voir Constitución.
Plaza Constitución est une importante place située à Buenos Aires, capitale de l'Argentine.
Elle se trouve dans le quartier populaire de Constitución, et constitue l'extrémité sud de l'imposante Avenida 9 de julio, la grande artère qui traverse le centre de la capitale du nord au sud.
Sur la Plaza Constitución, se trouve la gare appelée estación Constitución, point de départ du réseau ferré du chemin de fer General Roca, dont fait partie l'importante ligne de transport de passagers de banlieue, la ligne Roca. La Plaza Constitutión est de ce fait le plus grand centre de transbordement de voyageurs de l'immense agglomération.

## Métro
- La Plaza Constitución est desservie par la ligne  du métro de la ville grâce à la station "Constitución" , terminus de la ligne C.